# Tipula (Microtipula) smilodon
Tipula (Microtipula) smilodon is een tweevleugelige uit de familie langpootmuggen (Tipulidae). De soort komt voor in het Neotropisch gebied.